# وسی‌لاهتی
وِسی‌لاهْتی (به فنلاندی: Vesilahti) یک منطقهٔ مسکونی در فنلاند است که در پیرکانما واقع شده‌است.

## خواهرخوانده
شهرهای زنکت گئورگن و دهستان روگه خواهرخوانده‌های وسی‌لاهتی هستند.